# 東禅寺 (恵那市)
東禅寺(とうぜんじ)は岐阜県恵那市大井町にある十一面千手観音菩薩を本尊とする黄檗宗の寺院。山号は慧日山。恵那三十三観音霊場一番。

## 歴史
延宝元年（1673年）に通源禅徳が尾張国志段見村（現在の名古屋市守山区）で廃寺となっていた東禅寺を武並神社の境内に移す形で再興開基し、宇治の萬福寺から石雲道如を迎えて開山した。
中津川市茄子川鯉ヶ平の墓地付近の寺跡が、東禅寺の前の場所とも伝わる。また隣接する場所には鳳雲庵(法雲庵)があったという。
延宝3年（1675年）7月、通源禅徳は弘法大師像を抱いて寺内に設けられた石室に入定したと伝えられる。
その後、江戸時代を通じて2回焼失の憂き目にあったが廃絶することなく法灯を伝え、明治時代に恵那三十三観音が改組した際には2番札所となっている。
大正3年（1914年）に、9世の英山弘栄が現在地に移転し、通源禅徳が入定した石室から出てきた弘法大師像と如意を一堂を建立して祀り、その裏に石室を移した。
現在も年に一度開扉して法要が行われている。跡地は恵那市立恵那東中学校となっている。

## 寺宝
武並神社の本地仏であったと伝わる本尊の十一面観音菩薩座像は、恵那市の有形文化財に指定されている。
造作は室町時代(15世紀)とみられ、等身大の桧造寄木造りで開創当時は破損が甚だしく大補修が行われている。